# Orakelbot
Orakelbotten (jiagupian, 'stukjes schild en bot') zijn de schouderbladen van runderen en de platte delen van de buikschilden van zoetwaterschildpadden, die in China sinds het neolithicum werden gebruikt om de toekomst te voorspellen. Dit gebeurde door het bot of schild aan te raken met een gloeiende pook, waardoor er barsten in het oppervlak ontstonden. In de loop van de 13e eeuw v.Chr. werden veel botten en schilden voorzien van inscripties over de aard van de voorspelling. Hierdoor kregen zij de naam orakelbotten. De inscripties vormen het orakelbottenschrift, de oudst bekende vorm van het Chinees schrift. De orakelbotten zijn daarmee de oudste geschreven bronnen voor de Chinese geschiedenis. De inscripties bevestigden het bestaan van de Shang-dynastie, tot dat moment alleen bekend uit bronnen uit de late Zhou-tijd en de Han-dynastie. Meer dan 99% van de beschreven orakelbotten is afkomstig uit Yinxu, dat tussen de 13e en de 11e eeuw v.Chr. het religieuze en mogelijk ook het politieke centrum van de Shang-dynastie was.

## Het materiaal

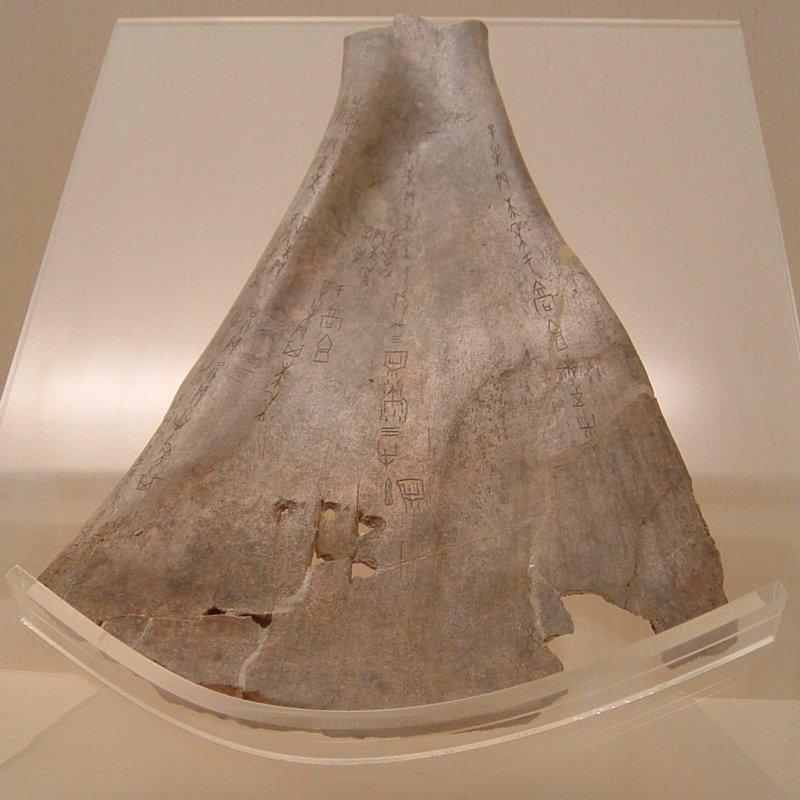
Een orakelbot van het schouderblad van een rund, Museum van Shanghai.

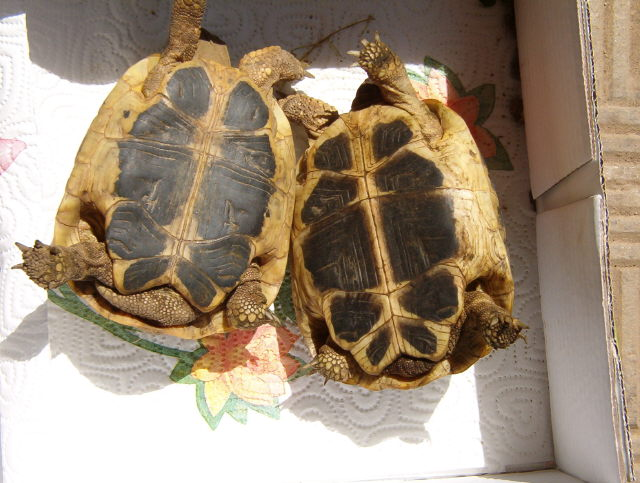
Schildpadden met intact buikschild.

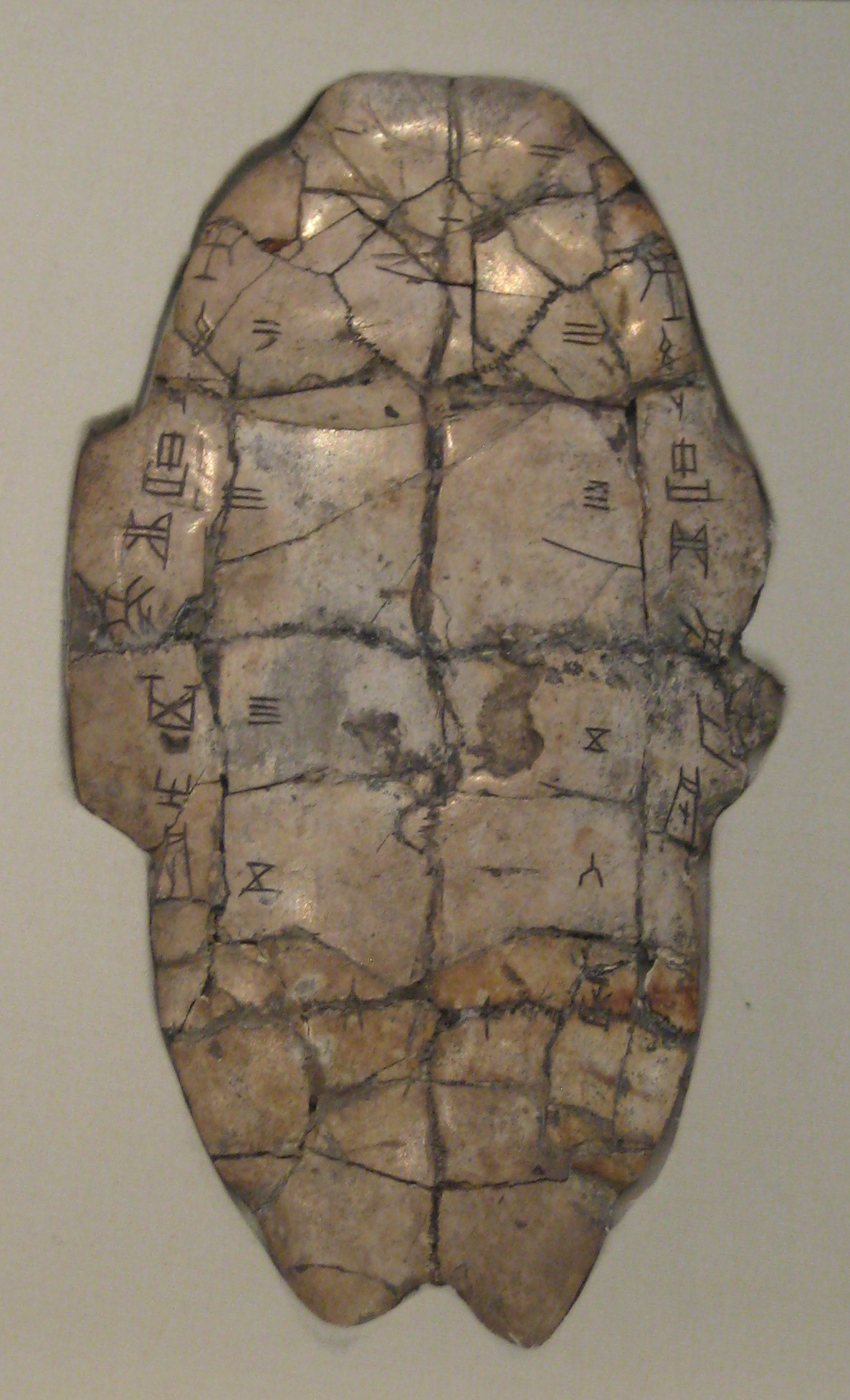
Een plastron met inscripties uit de Shang-dynastie

De oudste tot nu toe gevonden schouderbladen met sporen van kunstmatige verhitting dateren uit het einde van het vierde millennium v.Chr. Zij zijn afkomstig uit Liaoning en waren nog niet voorzien van inscripties. Het gebruik verspreidde zich tijdens het derde millennium over de rest van Noord-China en over delen van Korea. Tijdens de laatste fase van de Erlitoucultuur (1900-1500 v.Chr.) werd wichelen met schouderbladen algemeen toegepast. Zo zijn botresten uit die tijd gevonden in 59 archeologische vindplaatsen, verspreid over acht provincies. Meestal ging het om schouderbladen van runderen, maar ook botten van schapen, herten, (wilde) varkens en mensen werden gebruikt.
Gedurende het neolithicum werden soms schilden van zoetwaterschildpadden als grafgift meegegeven. Ze werden niet gebruikt om ermee te voorspellen omdat ze niet waren voorzien van de daarvoor benodigde ingeboorde kuiltjes. Schildpadden werden vereerd vanwege hun magische vorm. Zo zou Fuxi, een van de Drie Verhevenen, de acht trigrammen van de I Ching hebben ontdekt met behulp van de patronen op het schild van een schildpad. Vanaf de 13e v.Chr. werden door de Shang-koningen, naast de schouderbladen, steeds grotere hoeveelheden buikschilden gebruikt om de toekomst te voorspellen, zodat het aantal gevonden buikschilden dat van het aantal gevonden schouderbladen overtreft.
De oudst gedateerde vondst van een orakelbot met inscriptie is afkomstig uit Zibo (in de provincie Shandong en stamt uit de Yueshicultuur (1700-1500 v.Chr.). Op beide zijden van een schouderbot zijn de karakters liubu (六卜, 'zes voorspellingen') gekrast. Een andere vondst komt uit Zhengzhou (provincie Henan) en behoort tot de Erligangcultuur. Op een stukje bot was het teken ㄓ gekrast, een veelvoorkomend karakter uit het orakelbotschrift. Op een ander gevonden stuk bot uit Zhengzhou staan tien nog niet geïdentificeerde tekens.
De meeste door de Shang gebruikte schouderbladen waren afkomstig van gedomesticeerde runderen en waterbuffels (Bubalus mephistopheles). De benutte buikschilden kwamen van zoetwaterschildpadden, met name de Chinese streepnekschildpad, de Chinese driekielschildpad, de driekielwaterschildpad (Mauremys mutica), de Aziatische doosschildpadden (Cuora sp.) en de Burmese landschildpad (Driekielwaterschildpad, vroeger Testudo emys genaamd). Met uitzondering van de Chinese driekielschildpad komen deze soorten niet meer voor in Noord-China. De Shang verkregen veel plastrons in de vorm van tribuut, dat door omringende volkeren werd afgedragen. Dit is bekend omdat de Shang na ontvangst de plaats van herkomst op de gebruikte schilden hebben vermeld. Dit gebeurde of op de xiphiplastron, de gepaarde beenplaat van het buikschild, of op de onderrand of op de kiel zelf. Deze bronaanduiding is van belang voor de studie van de betrekkingen tussen de Shang en de buurvolkeren. Zo werd bijvoorbeeld vermeld dat de 'Què' (雀) 250 buikschilden hadden gestuurd.

## Ontdekking van de orakelbotten

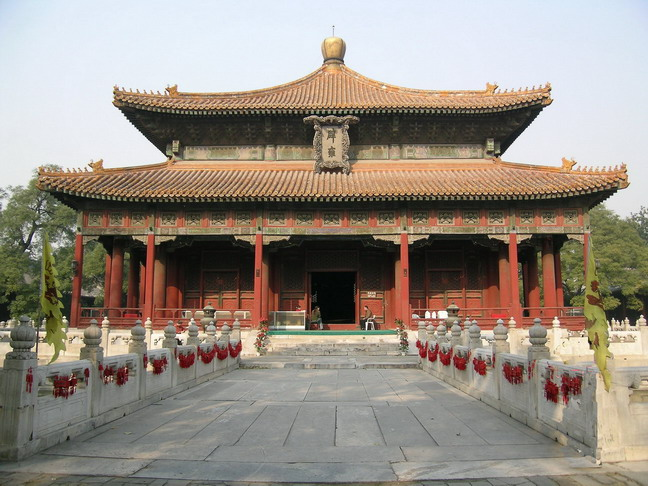
De Keizerlijke Academie in Peking.

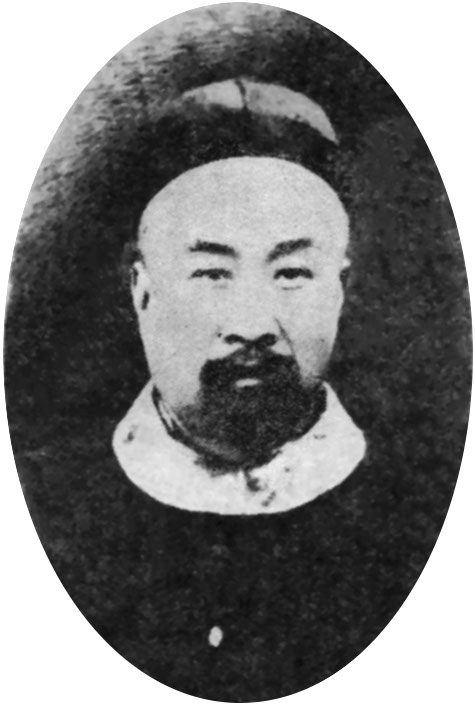
Wang Yirong (1845-1900), hoofd van de Keizerlijke Academie.

De eerste orakelbotten met inscripties werden bij toeval ontdekt aan het einde van de 19e eeuw. Boeren in de omgeving van Anyang vonden tijdens de bewerking van hun land regelmatig botten, die zij 'drakenbeenderen' (longgu, 龍骨) noemden. In de traditionele Chinese geneeskunde werden aan deze botten geneeskrachtige eigenschappen toegeschreven. Ze werden vermalen en onder andere gebruikt bij de behandeling van malaria of bij steek- en snijwonden. Via een handelaar kwam in 1899 een aantal botten in handen van Wang Yirong (王懿榮, 1845-1900), op dat moment het hoofd van de Keizerlijke Academie (Guozijian, 國子監) in Peking. Hij ontdekte dat er op de botten inscripties waren gekrast. Zij leken op inscripties die voorkwamen op het door hem verzamelde antieke bronzen vaatwerk uit de Shangtijd. Nadat Wang na de nederlaag van de Boksers in 1900 zelfmoord had gepleegd, verkocht zijn zoon de botten aan Liu E (刘鶚, 1857-1909), een goede kennis van Wang en zelf ook een deskundige op het terrein van de oude geschiedenis. Volgens hem waren de inscripties afkomstig uit de Shang-dynastie. Hij maakte wrijfafdrukken en publiceerde die in 1903 in een boek met als titel 'De schildpadden verzameld door Tieyun' (Tieyun canggui, 铁云藏龟). Die publicatie leidde tot een sterke toename van de vraag naar botten met inscripties. Handelaren verkochten dan ook grote hoeveelheden beenderen, maar wisten de vindplaats tot 1908 geheim te houden. Uiteindelijk ontdekte Luo Zhenyu (羅振玉, 1866-1940), een vriend van Liu E, dat de botten afkomstig waren uit Yinxu, drie kilometer ten noorden van Anyang. Nu kon een verband worden gelegd met de Shang, omdat Yinxu (Puinhopen van Yin) volgens de traditionele historiografie de laatste hoofdstad van de Shang-dynastie was geweest. Officiële opgravingen bij Anyang begonnen echter pas in 1928. Tot dat moment bleef de ongecontroleerde opgraving en handel in orakelbotten gewoon doorgaan. Het tot dat jaar verkochte aantal botfragmenten wordt geschat op ruim 100.000. Zij werden met name verkocht aan buitenlandse verzamelaars. Een belangrijke verzameling die toen tot stand kwam, maar wel in China bleef, was die van de Canadees James Mellon Menzies (1885-1957), een presbyteriaanse zendeling.
In de jaren 1930 ontstond een tweede, geromantiseerde versie van de ontdekking van de drakenbeenderen. Toen Wang Yirong last had van koude rillingen als gevolg van een koortsaanval raadpleegde hij een van de keizerlijke artsen. Die schreef hem drakenbeenderen voor. Wang stuurde een dienaar naar de Darentang (達仁堂), een apotheek die nog zou stammen uit de Ming-tijd en net buiten de 'Xuanwu' poort (玄武門) van Peking lag. Na diens terugkeer ontdekte Wang net voor hij de botten ging vermalen dat er inscripties op stonden. Daarop stuurde hij zijn dienaar terug om de gehele voorraad van de apotheek op te kopen. Het is echter twijfelachtig of dit verhaal juist is. In Peking bestond toen geen apotheek met de naam Darentang, wel in Tianjin.

## Toegepaste methode van voorspelling

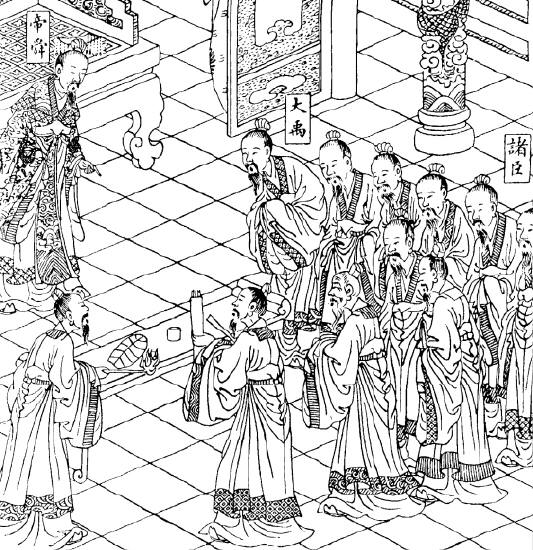
Keizer Shun, de laatste van de mythische Vijf Oerkeizers voert een voorspellingsritueel uit. Afbeelding uit 1725.

De buikschilden en schouderbladen werden schoongemaakt en bewerkt tot vlakke platen. Men had voorkeur voor buikschilden en schouderbladen, omdat zij van oorsprong al een platte vorm hadden. Op de achterzijde werden met een mes op regelmatige afstand ovaalvormige kuiltjes aangebracht. De vorm van de kuiltjes veranderde in de loop van de tijd. Zij vormen dan ook belangrijke ijkpunten voor de datering van de orakelbotten.
Het orakel kreeg vragen voorgelegd in de vorm van een stelling, zoals: "De komende jacht levert voor de koning een goede vangst op". De vragen waren gericht aan de voorouders van de koning, aan natuurkrachten en in het begin ook rechtstreeks aan Di (帝, 'Soeverein'), de hoogste god in het pantheon van de Shang. De meeste voorspellingen werden gedaan in opdracht van de koning, soms kwam de opdracht van andere leden van de koninklijke familie of van leden van adellijke families. Het voorspellen gebeurde door een wichelaar, pas in de laatste fase van de Shang-dynastie deed de koning dit zelf. De wichelaar stak een gloeiende metalen of houten pook in een van de uithollingen, waardoor er op het bot of schild een barst ontstond. Vanaf de hoofdlijn, die begon bij de uitholling, liep schuinwaarts een zijlijn waarvan de vorm kan worden weergegeven met 卜. Beide lijnen vormden de buzhao (卜兆, het 'teken van de voorspelling'). Uit de hoek die de zijlijn maakte met de hoofdlijn kon de wichelaar afleiden of de bewering door het orakel werd bevestigd of werd verworpen. De vorm van de dubbele barst is blijven voortbestaan in het moderne Chinese karakter 卜 (bǔ, voorspellen). In het Oud-Chinees, de oudste (achteraf gereconstrueerde) fase van het Chinees, werd bu uitgesproken als *pok, een klanknabootsing van een barstend bot of schild.
Tijdens de zitting werd de stelling op verschillende manieren geformuleerd, zoals ontkennend, bevestigend of met verschillende dagaanduidingen. Voor elke formulering werd de procedure herhaald. Soms werd meer dan één orakelbot gebruikt, maar een orakelbot kon ook tijdens meerdere zittingen of voor meerdere stellingen worden gebruikt.

## De inscripties

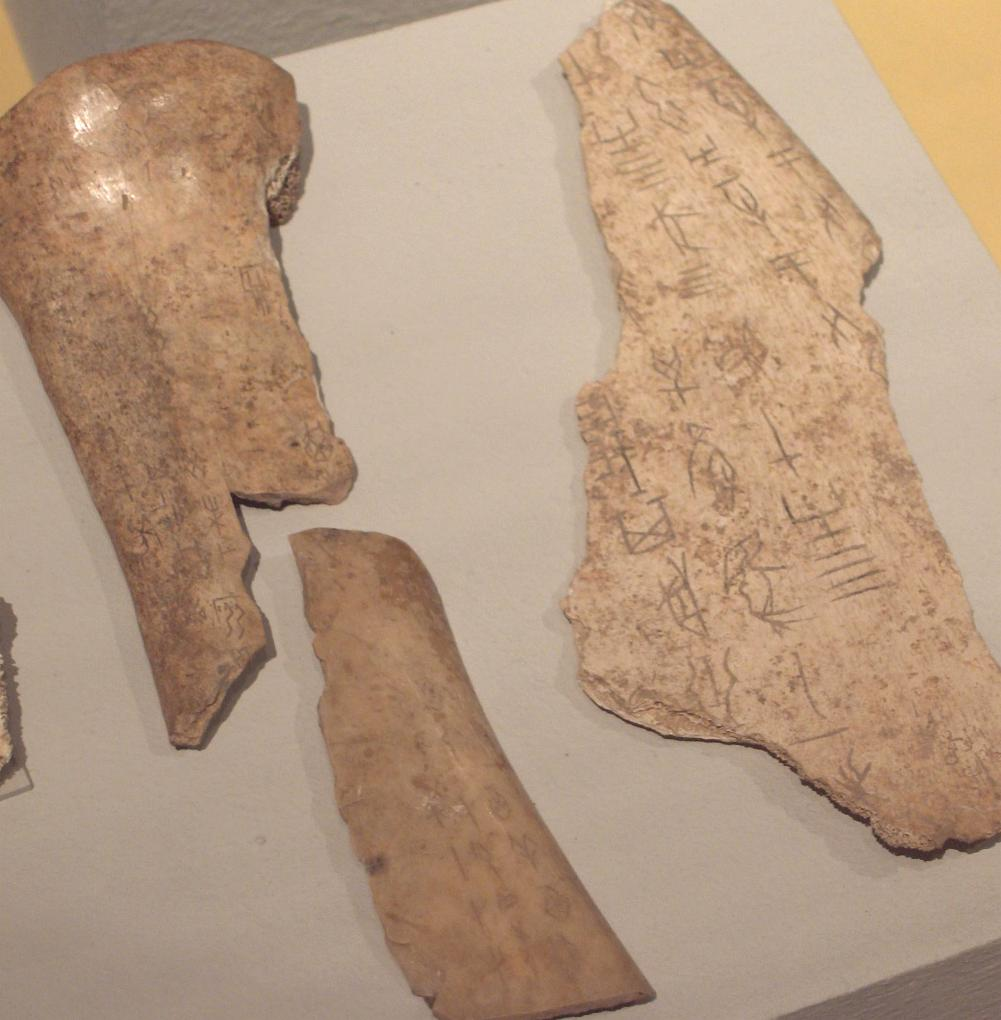
Orakelbotten gemaakt van het schouderblad van een rund, Linden-Museum, Stuttgart.

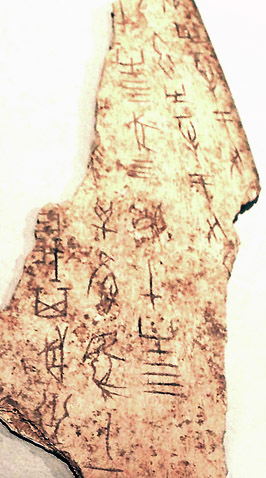
Bewerkte afbeelding van een orakelbot ter verduidelijking van de inscripties.

Na de voorspelling werden met een bronzen mes of graveerstift teksten in het bot of het schild gekerfd. De inscriptie bestond uit een aantal elementen, die echter slechts zelden allemaal tegelijk voorkwamen:
- Inleiding ('preface'):
  - dagaanduiding waarop de voorspelling werd gedaan. Hiervoor werd het zestigtallig systeem van de tien 'hemelse stammen' (tiangan, 天干) en de twaalf 'aardse takken' (dizhi, 地支) gebruikt. Na de dagaanduiding volgde het karakter 卜 (bu, 'het doen van een voorspelling');
  - naam van de wichelaar. De naam werd gevolgd door het karakter 貞 (zheng, 'onderzoeker'). In de laatste fase van de Shang-dynastie was de koning zelf de wichelaar.
- Vraag ('inquiry'):
  - het onderwerp van de voorspelling, dat in de vorm van een stelling aan de voorouders werd gepresenteerd. Uit de onderwerpen bleek dat de Shang-koningen voor talrijke aspecten van hun dagelijks leven het orakel raadpleegden. Zo werden er voorspellingen gevraagd voor geboorte, huwelijk, ziekte, dood, de jacht, het weer, de oogst, veldtochten, tribuut en benoemingen. Met betrekking tot offers aan voorouders werd gevraagd of het gekozen tijdstip gunstig was en of het voorgestelde aantal mensen of dieren dat zou worden geofferd de betreffende voorouder gunstig zou stemmen.
- Voorspelling ('prognostication'):
  - het oordeel volgens het orakel, meestal weergegeven met gunstig of ongunstig.
- Controle achteraf ('verification'):
  - soms werd het feitelijke resultaat van de stelling achteraf toegevoegd.

De meeste orakelbotten bleven na gebruikt te zijn als voorspelling óf onbeschreven óf bevatten slechts dagaanduiding, naam van de wichelaar en onderwerp van voorspelling. Op sommige botten zijn sporen zichtbaar van een penseel. Dit zou betekenen dat de karakters eerst werden gepenseeld en pas daarna werden uitgekrast. Na gebruik werden de botten begraven in kuilen, vaak met honderden tegelijk. In 1936 is een kuil ontdekt met 17.000 botten en een menselijk skelet. Schouderbladen en buikschilden werden meestal in aparte kuilen begraven.
Er zijn ongeveer 100.000 beschreven orakelbotten of botfragmenten (inclusief plastrons) bekend. Hun geografische verspreiding is als volgt:
| Gebied                         | Aantal |
| ------------------------------ | ------ |
| China (openbare verzamelingen) | 51.000 |
| China (private verzamelingen)  | 4.000  |
| Taiwan                         | 26.000 |
| Japan                          | 10.000 |
| Europa en Noord-Amerika        | 7.000  |

## Na de Shang-dynastie
Ook tijdens de Westelijke Zhou-dynastie werd nog voorspeld met behulp van verhitting van buikschilden van schildpadden. De bijbehorende teksten werden echter niet meer op het schild zelf, maar op bamboelatjes geschreven. Pas in 1977 is voor het eerst een aantal schilden met inscripties uit de vroegste Zhou-tijd ontdekt. Die vondst van 296 beschreven botfragmenten werd gedaan in Qiyi (岐邑) bij Qishan in de provincie Shaanxi. Dat orakelbotten ook in de Zhoutijd werden gebruikt, blijkt indirect uit verwijzingen die te vinden zijn in de overgeleverde schriftelijke bronnen. In de Optekeningen over de riten, een van de Confucianistische Klassieken werden de Shang-koningen bekritiseerd, omdat zij meer belang hadden gehecht aan geesten dan aan riten. Tijdens de periode van de Strijdende Staten werd voorspellen met behulp van orakelbotten irrationeel en inconsistent genoemd. Gedurende de Han-dynastie verdween allengs het voorspellen met schildpadschilden en werd de I Ching en het daarop gebaseerde voorspellen met behulp van stengels van het duizendblad steeds belangrijker. Toch moeten er tijdens de Han-dynastie nog handboeken voor het wichelen met buikschilden zijn geweest. Zij vormden de basis voor juan 128 van de Shiji, met als titel 'de biografieën van voorspellers met behulp van de schilden van schildpadden' (Guice liezhuan, 龜策列傳). Hierna verdween de belangstelling. Tijdens het begin van de Tang-dynastie was er een laatste, korte opleving van de belangstelling voor het voorspellen met buikschilden. Hierna werd de schildpad in de bronnen uitsluitend vermeld als symbool voor een lang leven (guiling, 龜龄). Dit gold overigens niet voor het dier zelf, dat in grote hoeveelheden als ingrediënt werd verwerkt in medicijnen die tot een langer leven moesten leiden.
In het dagelijks spraakgebruik ontwikkelde het in de orakelbotten gebruikte woord voor schildpad (gui, 龜/龟) zich tot een bijzonder vulgaire aanduiding voor penis. Guitou (龜頭/龟头), oorspronkelijk 'kop van de schildpad', heeft in het huidige Mandarijn de betekenis van glans penis gekregen.